# Mercedes Martinez
 (juin 2021).
Pour les articles homonymes, voir Benitez et Martinez.
Jamine Benitez (née le 17 novembre 1980 à Waterbury) est une catcheuse (lutteuse professionnelle) américaine. Elle travaille actuellement à la All Elite Wrestling sous le nom de Mercedes Martinez.
Au cours de sa carrière, elle remporte une fois le championnat du monde de la Women Superstars Uncensored (WSU) et une fois le championnat par équipe de cette fédération avec Angel Orsini (en).

## Jeunesse
Benitez grandit à Waterbury dans le Connecticut. Elle fait partie des équipes de softball et de basket-ball de son lycée. Elle excelle au basket-ball et continue à pratiquer ce sport à l’université Teikyo Post avec le rêve de jouer en Women's National Basketball Association.

## Carrière de catcheuse

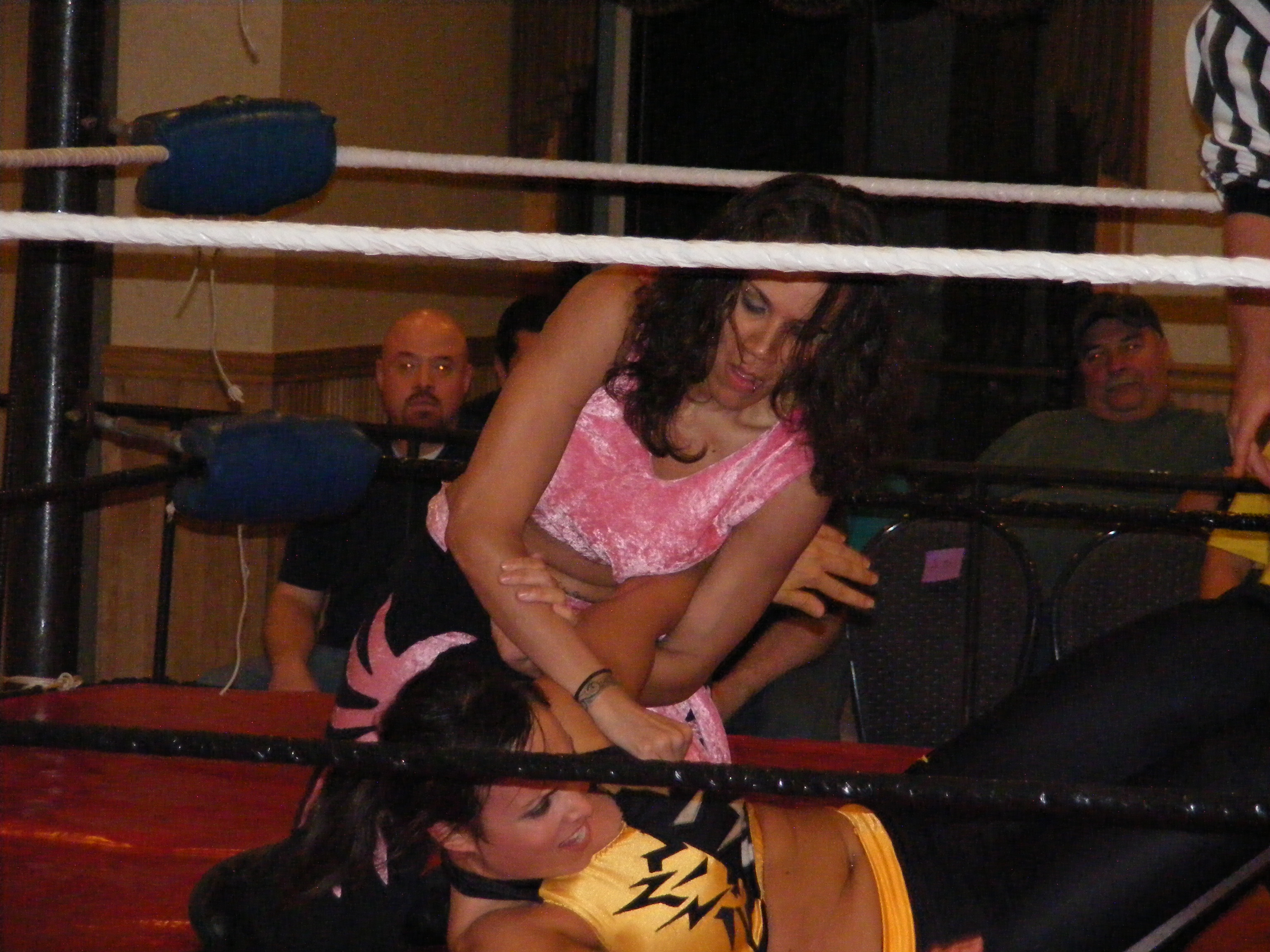
Mercedes Martinez contre Sara Del Rey

### Débuts (2000-2005)
Benitez s'entraîne à l'école de catch de Jason Knight (en) en octobre 2000. Elle fait son premier combat un mois plus tard sous le nom de Mercedes Martinez. Elle lutte alors principalement dans diverses fédérations de Nouvelle-Angleterre.
En 2004, elle lutte à l'Independent Wrestling Association Mid-South (en) (IWA Mid-South) où elle participe au tournoi pour désigner la première championne du Midwest de la National Wrestling Alliance le 30 mai. Elle se qualifie pour la finale en éliminant Becky Bayless puis Mickie Knuckles (en) mais ne parvient pas à vaincre Daizee Haze et Lacey, cette dernière gagne ce tournoi. Elle parvient à battre Lacey le 17 septembre et lui succède comme championne féminine du Midwest. Son règne prend fin le 15 janvier 2005 au cours d'un spectacle de la New England Championsip Wrestling après sa défaite face à Ariel dans un match à trois comprenant aussi Hayley Skye.

### Shimmer Women Athletes(2005-...)
En 2005, Dave Prazak qui a co-organisé le tournoi pour désigner la première championne du Midwest de la National Wrestling Alliance à Independent Wrestling Association Mid-South (en) quitte cette fédération. Il fonde la Shimmer Women Athletes (Shimmer) et fait venir Martinez pour les enregistrements de Shimmer Volume 1 et Shimmer Volume 2 le 6 novembre 2005. Son premier combat dans cette fédération face à Sara Del Rey se termine sur une égalité après avoir atteint la limite de temps.

### World Wrestling Entertainment (2017-2021)
Le 13 juillet 2017, la World Wrestling Entertainment annonce la participation de Mercedes Martinez au tournoi Mae Young Classic.
Lors de NXT TakeOver: Vengeance Day, elle perd un Triple Threat Match au profit de Io Shirai et ne remporte pas le NXT Women's Championship dans un match qui comprenait aussi Toni Storm. Le 27 avril à NXT, elle bat Dakota Kai par disqualification après avoir été attaquée par Raquel González. A la fin du match, elle se fait violemment attaquer par cette dernière. Le 11 mai à NXT, elle perd contre Raquel González et ne remporte pas le NXT Women's Championship.
Lors de NXT TakeOver: In Your House, elle perd contre Xia Li

### All Elite Wrestling (2021-...)
Le 31 août 2019 à All Out, elle fait une apparition à la All Elite Wrestling en participant à la 21-Woman Casino Battle Royal, mais se fait éliminer par Dr Britt Baker D.M.D.
Le 29 décembre 2021 à Dynamite, elle fait ses débuts avec la fédération, en tant que Heel, en aidant Jade Cargill à battre Thunder Rosa en demi-finale du tournoi désignant la première championne TBS de la AEW. Le jour même, elle signe officiellement avec la compagnie. 
Le 4 février 2022 à Rampage, elle dispute son premier match en perdant face à Thunder Rosa. Après le combat, elle gagne le respect de son adversaire et effectue un Face Turn, car les deux femmes se font attaquer par Dr Britt Baker D.M.D, Jamie Hayter et Rebel, formant ainsi une alliance avec la mexicaine. Le 2 mars à Dynamite, pour leur premier combat en équipe, sa nouvelle partenaire et elle battent la championne du monde de la AEW et sa garde du corps.
Le 4 mai à Dynamite, elle devient définitivement championne du monde de la ROH en battant Deonna Purrazzo.
Le 1er octobre 2023 lors du pré-show à WrestleDream, Shane Taylor, Lee Moriarty, Diamante et elle perdent face à Satoshi Kojima, Keith Lee, Athena et Billie Starkz  dans un 8-Person Mixed Tag Team match.

### Impact Wrestling (2021-...)
Le 23 septembre 2021, Gail Kim annonce sa participation pour le Knockouts Knockdown Tournament où la gagnante recevra un match pour le Impact Knockouts Championship. Le 7 octobre 2021 à Impact!, elle fait ses débuts en gagnant avec Savannah Evans et Tasha Steelz contre Brandi Lauren, Kimber Lee et Lady Frost. Lors de Knockouts Knockdown, elle bat Brandi Lauren au premier tour du Knockouts Knockdown Tournament, en demi-finale Rachael Ellering et en final Tasha Steelz pour remporter le tournoi et devenir aspirante au Impact Knockouts Championship.

### Retour à la Ring of Honor (2022-...)
Le 1er avril 2022 à Supercard of Honor XV, elle fait son retour à la Ring of Honor, et devient la nouvelle championne du monde de la ROH par intérim en battant Willow Nightingale par soumission.[réf. nécessaire]
Le 10 décembre à ROH Final Battle, elle perd face à Athena, ne conservant pas son titre et mettant fin à un règne de 220 jours.

## Palmarès
- Defiant Pro Wrestling (DPW)
  - 1 fois championne féminine de la DPW[24]

- IndyGurlz Championship Wrestling (IndyGurlz)
  - 1 fois championne IndyGurlz[25]
  - 2 fois championne IndyGurlz Australia (actuelle)[26]
  - IndyGurlz Title Tournament[27]

- Impact Wrestling
  - Knockouts Knockdown Tournament (2021)[28]

- Independent Wrestling Association Mid-South (en)
  - 1 fois championne féminine du Midwest de la National Wrestling Alliance[29]

- New England Championship Wrestling (NECW)
  - 1 fois championne du monde féminine de la NECW[30]

- New Horizon Pro Wrestling (NHPW)
  - Global Conflict Tournament 2014[31]
  - Global Conflict 2016 Tournament[32]

- Northern Championship Wrestling (NCW)
  - 2 fois championne internationale des femmes fatale de la NCW[33]

- Pro Wrestling Unplugged (PWU)
  - 1 fois championne féminine unifié de la PWU[34]

- Ring of Honor
  - 1 fois championne du monde féminine de la ROH

- Rise Wrestling
  - 1 fois championne Phoenix of RISE (actuelle)[35]

- Shimmer Women Athletes
  - 2 fois championne de la Shimmer[36]
  - 1 fois championne par équipes de la Shimmer avec Cheerleader Melissa (actuelle)[37]

- Shine Wrestling
  - 1 fois championne par équipes de la Shine avec Ivelisse[38]

- Women Superstars Uncensored (WSU)
  - 3 fois championne du monde de la WSU[39]
  - 1 fois championne par équipes de la WSU avec Angel Orsini (en)[40]

- - 2nd Annual J-Cup[41]
  - Tournoi King & Queen of the Ring 2011 avec Julio DiNero[42]

- World Xtreme Wrestling (WXW)
  - 1 fois championne féminine C4 de la WXW[43]
  - 5 fois championne féminine de la WXW[44]
  - 1 fois championne des poids lourd-légers de la WXW[45]
  - Tournoi 5th Annual Women's Elite 8[46]
  - Tournoi 7th Annual Women's Elite 8[47]

## Récompenses des magazines
- Pro Wrestling Illustrated

| Année | 2008 | 2009 | 2010 | 2011 | 2012 | 2013 | 2014 | 2015 à 2016 | 2017 | 2018 | 2019 | 2020 | 2021 | 2022 | 2023 |
| ----- | ---- | ---- | ---- | ---- | ---- | ---- | ---- | ----------- | ---- | ---- | ---- | ---- | ---- | ---- | ---- |
| Rang  | 11   | 14   | 3    | 2    | 9    | 10   | 22   | Non classé  | 11   | 29   | 9    | 29   | 123  | 28   | 61   |

## Vie privée
Elle est lesbienne, mariée et maman d'un petit garçon, né en 2009.